# Christopher Poulsen
Christopher Fangel Poulsen (født 11. september 1981) er en tidligere dansk professionel fodboldspiller, som spillede for Viborg FF, Silkeborg IF og FC Midtjylland. Han er bror til den tidligere Silkeborg IF- og Viborg FF-spiller Thomas Poulsen.

## Karriere
Christopher Poulsen kom til FC Midtjylland i sommeren 2007, fra ligarivalerne Viborg FF. Poulsen overtog hurtigt venstrebackpladsen.

### Silkeborg IF
Christopher Poulsen blev fra 1. januar 2010 solgt til sin gamle klub Silkeborg IF fra FC Midtjylland. Her var han udset til at afløse Steven Lustü, der indstillede karrieren i samme anledning. Poulsen indgik en 4 årig aftale med Silkeborg IF.
Den 16. april 2013 offentliggjorde Silkeborg IF at man havde ophævet Christopher Poulsens kontrakt et år før tid efter det klubben betegnede som "uoverensstemmelser af ikke sportslig karakter"  Dagen efter offentliggjorde Poulsen årsagen til bruddet med Silkeborg IF. Han havde forfalsket klubbens direktør og økonomidirektørs underskrifter for at skaffe et lån til at dække en fejlslagen vindmølleinvestering.

### Viborg FF (2013-2016)
I juni 2013 indgik Poulsen en to-årig aftale med det nyoprykkede Superligahold Viborg FF, hvor han tidligere havde spillet fra 2005 til 2007. Han skiftede til klubben på en fri transfer efter at have fået ophævet sin tidligere kontrakt med Silkeborg IF i april 2013.
Christopher Poulsen har flere gange været iført anførerbindet i sin tid hos Viborg FF. Særligt var han anfører for holdet meget i efteråret 2014, hvor holdets sædvanlige anfører, Mikkel Rask, havde orlov.
I den sidste sæson i klubben mistede Christopher Poulsen sin plads på holdet, og i sommeren 2016 meddelte Viborg FF at de ikke ønskede at forlænge kontrakten med ham. Han offentliggjorde derefter at han med stor sandsynlighed ville stoppe karrieren. Den 11. juli 2016 oplyste han at sin karriere som professionel fodboldspiller var slut, og at han fremover vil være spillende assistenttræner i amatørklubben Silkeborg KFUM i Jyllandsserien.

### Landshold
Poulsen var udtaget til Ligalandsholdet, som spillede nogle landskampe mod USA, El Salvador og Honduras i Januar 2007. Holdet blev ledet af landstræner Morten Olsen. Han spillede den første kamp på turen; et 3-1 nederlag til det Amerikanske ligalandshold i Los Angeles, Californien.
Christopher Poulsen fik i august 2008 sin A-landskampsdebut, sammen med sine to klubkammerater Mikkel Thygesen og Jonas Borring. Efter 56 minutter af en venskabskamp mod Spanien blev Poulsen skiftet ind som afløser for Martin Vingaard.